# Danh sách cầu thủ tham dự Cúp bóng đá châu Phi 2000
Dưới đây là danh sách các đội hình thi đấu tại Cúp bóng đá châu Phi 2000.

## Bảng A

### Cameroon
Huấn luyện viên:   Pierre Lechantre
| Số | Vt | Cầu thủ               | Ngày sinh (tuổi)            | Số trận | Câu lạc bộ      |
| -- | -- | --------------------- | --------------------------- | ------- | --------------- |
| 1  | TM | Alioum Boukar         | 3 tháng 1, 1972 (28 tuổi)   |         | Samsunspor      |
| 2  | HV | Timotée Atouba        | 17 tháng 2, 1982 (18 tuổi)  |         | Union Douala    |
| 3  | HV | Pierre Womé           | 26 tháng 3, 1979 (20 tuổi)  |         | Bologn          |
| 4  | HV | Rigobert Song         | 1 tháng 7, 1976 (23 tuổi)   |         | Liverpool       |
| 5  | HV | Raymond Kalla         | 22 tháng 4, 1975 (24 tuổi)  |         | Extremadura     |
| 6  | HV | Pierre Njanka         | 15 tháng 3, 1975 (24 tuổi)  |         | Strasbourg      |
| 7  | TĐ | Bernard Tchoutang     | 2 tháng 9, 1976 (23 tuổi)   |         | Roda JC         |
| 8  | HV | Geremi                | 20 tháng 12, 1978 (21 tuổi) |         | Real Madrid     |
| 9  | TĐ | Samuel Eto'o          | 10 tháng 3, 1981 (18 tuổi)  |         | Real Madrid     |
| 10 | TĐ | Patrick M'Boma        | 15 tháng 11, 1970 (29 tuổi) |         | Cagliari        |
| 11 | TV | Pius N'Diefi          | 5 tháng 7, 1975 (24 tuổi)   |         | Sedan           |
| 12 | HV | Lauren                | 19 tháng 1, 1977 (23 tuổi)  |         | Mallorca        |
| 13 | HV | Lucien Mettomo        | 19 tháng 4, 1977 (22 tuổi)  |         | Saint-Étienne   |
| 14 | HV | Michel Pensée Billong | 16 tháng 6, 1973 (26 tuổi)  |         | Gil Vicente     |
| 15 | TV | Joseph N'Do           | 28 tháng 4, 1976 (23 tuổi)  |         | RC Strasbourg   |
| 16 | TM | Daniel Bekono         | 31 tháng 5, 1978 (21 tuổi)  |         | Canon Yaoundé   |
| 17 | TV | Marc-Vivien Foé       | 1 tháng 5, 1975 (24 tuổi)   |         | West Ham United |
| 18 | HV | Innocent Hamga        | 8 tháng 5, 1981 (18 tuổi)   |         | Coton Sport     |
| 19 | TV | Marcel Mahouvé        | 16 tháng 1, 1973 (27 tuổi)  |         | Montpellier     |
| 20 | TV | Salomon Olembé        | 8 tháng 12, 1980 (19 tuổi)  |         | Nantes          |
| 21 | TĐ | Joseph-Désiré Job     | 1 tháng 12, 1977 (22 tuổi)  |         | Lens            |
| 22 | TM | Souleymanou Hamidou   | 22 tháng 11, 1973 (26 tuổi) |         | Coton Sport     |

### Ghana
Huấn luyện viên:   Giuseppe Dossena
| Số | Vt | Cầu thủ           | Ngày sinh (tuổi)            | Số trận | Câu lạc bộ        |
| -- | -- | ----------------- | --------------------------- | ------- | ----------------- |
| 1  | TM | Richard Kingson   | 13 tháng 7, 1975 (24 tuổi)  |         | Göztepe           |
| 2  | HV | Eben Dugbatey     | 31 tháng 7, 1973 (26 tuổi)  |         | Lorient           |
| 3  | TV | Emmanuel Kuffour  | 6 tháng 4, 1976 (23 tuổi)   |         | Hearts of Oak     |
| 4  | HV | Samuel Kuffour    | 3 tháng 9, 1976 (23 tuổi)   |         | Bayern Munich     |
| 5  | TV | Stephen Baidoo    | 25 tháng 9, 1976 (23 tuổi)  |         | Fenerbahçe        |
| 6  | HV | Mohammed Gargo    | 19 tháng 6, 1975 (24 tuổi)  |         | Udinese           |
| 7  | TĐ | Yaw Preko         | 8 tháng 9, 1974 (25 tuổi)   |         | Fenerbahçe        |
| 8  | TV | Mark Edusei       | 29 tháng 9, 1976 (23 tuổi)  |         | União de Leiria   |
| 9  | TĐ | Kwame Ayew        | 28 tháng 12, 1973 (26 tuổi) |         | Sporting CP       |
| 10 | TV | Charles Akonnor   | 12 tháng 3, 1974 (25 tuổi)  |         | VfL Wolfsburg     |
| 11 | TĐ | Augustine Ahinful | 30 tháng 11, 1974 (25 tuổi) |         | Boavista          |
| 12 | TM | Constance Mantey  | 31 tháng 8, 1976 (23 tuổi)  |         | Asante Kotoko     |
| 13 | HV | Jacob Nettey      | 25 tháng 1, 1976 (24 tuổi)  |         | Hearts of Oak     |
| 14 | HV | Christian Gyan    | 2 tháng 11, 1978 (21 tuổi)  |         | Feyenoord         |
| 15 | TV | Samuel Johnson    | 25 tháng 7, 1973 (26 tuổi)  |         | Fenerbahçe        |
| 16 | TV | Stephen Appiah    | 24 tháng 12, 1980 (19 tuổi) |         | Udinese           |
| 17 | TĐ | Peter Ofori-Quaye | 21 tháng 3, 1980 (19 tuổi)  |         | Olympiacos        |
| 18 | TĐ | Ohene Kennedy     | 28 tháng 3, 1973 (26 tuổi)  |         | Ankaragücü        |
| 19 | TV | Daniel Addo       | 6 tháng 11, 1976 (23 tuổi)  |         | Karlsruher SC     |
| 20 | TV | Otto Addo         | 9 tháng 6, 1975 (24 tuổi)   |         | Borussia Dortmund |
| 21 | TV | Alex Nyarko       | 15 tháng 10, 1973 (26 tuổi) |         | Lens              |
| 22 | TM | Sammy Adjei       | 18 tháng 11, 1973 (26 tuổi) |         | Hearts of Oak     |

### Bờ Biển Ngà
Huấn luyện viên: Gbonka Tia Martin
| Số | Vt | Cầu thủ             | Ngày sinh (tuổi)            | Số trận | Câu lạc bộ     |
| -- | -- | ------------------- | --------------------------- | ------- | -------------- |
| 1  | TM | Alain Gouaméné      | 15 tháng 6, 1966 (33 tuổi)  |         | Toulouse       |
| 2  | TV | Lassina Dao         | 6 tháng 2, 1971 (29 tuổi)   |         | Africa Sports  |
| 3  | HV | Patrice Zere        | 20 tháng 12, 1970 (29 tuổi) |         | Lokeren        |
| 4  | TV | Lassina Diabaté     | 16 tháng 9, 1974 (25 tuổi)  |         | Bordeaux       |
| 5  | HV | Ghislain Akassou    | 15 tháng 2, 1975 (25 tuổi)  |         | Lugano         |
| 6  | HV | Olivier Tébily      | 19 tháng 12, 1975 (24 tuổi) |         | Celtic         |
| 7  | TV | Ibrahima Koné       | 26 tháng 7, 1969 (30 tuổi)  |         | Africa Sports  |
| 8  | HV | Didier Angan        | 27 tháng 8, 1974 (25 tuổi)  |         | Nice           |
| 9  | TĐ | Blaise Kouassi      | 2 tháng 2, 1974 (26 tuổi)   |         | ASEC Abidjan   |
| 10 | TĐ | Ibrahima Bakayoko   | 31 tháng 12, 1976 (23 tuổi) |         | Marseille      |
| 11 | TĐ | Hamed Modibo Diallo | 18 tháng 12, 1976 (23 tuổi) |         | Le Havre       |
| 12 | TV | Serge Dié           | 4 tháng 10, 1977 (22 tuổi)  |         | Reggina        |
| 13 | TV | Aliou Siby Badra    | 26 tháng 2, 1971 (28 tuổi)  |         | ASEC Abidjan   |
| 14 | TV | Tchiressoua Guel    | 27 tháng 12, 1975 (24 tuổi) |         | Saint-Étienne  |
| 15 | TĐ | Bonaventure Kalou   | 12 tháng 1, 1978 (22 tuổi)  |         | Feyenoord      |
| 16 | TM | Seydou Diarra       | 16 tháng 4, 1968 (31 tuổi)  |         | ASEC Abidjan   |
| 17 | HV | Cyril Domoraud      | 22 tháng 7, 1971 (28 tuổi)  |         | Internazionale |
| 18 | TĐ | Charles Dago        | 1 tháng 11, 1975 (24 tuổi)  |         | Lokeren        |
| 19 | HV | Dominique Sam Abouo | 26 tháng 12, 1973 (26 tuổi) |         | Lokeren        |
| 20 | TĐ | Zéphirin Zoko       | 13 tháng 9, 1977 (22 tuổi)  |         | ASEC Abidjan   |
| 21 | TV | Donald-Olivier Sie  | 3 tháng 4, 1970 (29 tuổi)   |         | RC Paris       |
| 22 | TM | Jean-Jacques Tizié  | 7 tháng 9, 1972 (27 tuổi)   |         | Africa Sports  |

### Togo
Huấn luyện viên:   Gottlieb Goeller
| Số | Vt | Cầu thủ              | Ngày sinh (tuổi)            | Số trận | Câu lạc bộ             |
| -- | -- | -------------------- | --------------------------- | ------- | ---------------------- |
| 1  | TM | Waké Nibombe         | 19 tháng 2, 1974 (26 tuổi)  |         | Ashanti Gold           |
| 2  | HV | Messan Ametekodo     | 3 tháng 12, 1974 (25 tuổi)  |         | Dynamic Togolais       |
| 3  | HV | Yao Senaya           | 18 tháng 10, 1979 (20 tuổi) |         | Red Star               |
| 4  | HV | Massamasso Tchangai  | 8 tháng 8, 1978 (21 tuổi)   |         | De Graafschap          |
| 5  | HV | Yaovi Abalo          | 26 tháng 6, 1975 (24 tuổi)  |         | Amiens                 |
| 6  | TV | Abibou Tchagnao      | 25 tháng 3, 1975 (24 tuổi)  |         | Basel                  |
| 7  | HV | Tadjou Salou         | 24 tháng 12, 1974 (25 tuổi) |         | Servette               |
| 8  | TV | Lantame Ouadja       | 28 tháng 8, 1977 (22 tuổi)  |         | Servette               |
| 9  | TĐ | Koffi Fiawoo         | 3 tháng 10, 1969 (30 tuổi)  |         | Lorient                |
| 10 | TV | Mamam Cherif Touré   | 13 tháng 1, 1978 (22 tuổi)  |         | Al-Jazeera             |
| 11 | TĐ | Franck Dote          | 15 tháng 12, 1975 (24 tuổi) |         | Wongosport             |
| 12 | TV | Yao Aziawonou        | 30 tháng 11, 1979 (20 tuổi) |         | Sion                   |
| 13 | TV | Komlan Assignon      | 20 tháng 1, 1974 (26 tuổi)  |         | Cannes                 |
| 14 | HV | Franck Atsou         | 1 tháng 8, 1978 (21 tuổi)   |         | Asante Kotoko          |
| 15 | TĐ | Abdou Moumouni       | 19 tháng 11, 1982 (17 tuổi) |         | Togo Telecom           |
| 16 | TM | Kossi Agassa         | 2 tháng 7, 1978 (21 tuổi)   |         | Étoile Filante de Lomé |
| 17 | TĐ | Mohamed Kader        | 8 tháng 4, 1979 (20 tuổi)   |         | Lugano                 |
| 18 | TĐ | Bachirou Salou       | 15 tháng 9, 1970 (29 tuổi)  |         | Eintracht Frankfurt    |
| 19 | HV | Libambani Yedibahoma | 13 tháng 1, 1973 (27 tuổi)  |         | Club Africain          |
| 20 | TĐ | Djima Oyawolé        | 18 tháng 10, 1976 (23 tuổi) |         | Louhans-Cuiseaux       |
| 21 | TV | Mohamed Coubageat    | 14 tháng 11, 1982 (17 tuổi) |         | Maranatha              |
| 22 | TM | Kokouvi Pedomey      | 29 tháng 11, 1979 (20 tuổi) |         | Entente Lomé           |

## Bảng B

### Nam Phi
Huấn luyện viên: Trott Moloto
| Số | Vt | Cầu thủ           | Ngày sinh (tuổi)            | Số trận | Câu lạc bộ        |
| -- | -- | ----------------- | --------------------------- | ------- | ----------------- |
| 1  | TM | Hans Vonk         | 30 tháng 1, 1970 (30 tuổi)  |         | Heerenveen        |
| 2  | HV | Papi Khomane      | 31 tháng 1, 1975 (25 tuổi)  |         | Orlando Pirates   |
| 3  | HV | Frank Schoeman    | 30 tháng 7, 1975 (24 tuổi)  |         | Mamelodi Sundowns |
| 4  | HV | Lucas Radebe      | 12 tháng 4, 1969 (30 tuổi)  |         | Leeds United      |
| 5  | HV | Mark Fish         | 14 tháng 3, 1974 (25 tuổi)  |         | Bolton Wanderers  |
| 6  | TĐ | Glen Salmon       | 24 tháng 10, 1977 (22 tuổi) |         | NAC Breda         |
| 7  | TV | Quinton Fortune   | 21 tháng 5, 1977 (22 tuổi)  |         | Manchester United |
| 8  | TV | Thabo Mngomeni    | 24 tháng 6, 1969 (30 tuổi)  |         | Orlando Pirates   |
| 9  | TĐ | Shaun Bartlett    | 31 tháng 10, 1972 (27 tuổi) |         | Zürich            |
| 10 | TV | John Moshoeu      | 18 tháng 12, 1965 (34 tuổi) |         | Fenerbahçe        |
| 11 | TV | Helman Mkhalele   | 20 tháng 10, 1969 (30 tuổi) |         | Ankaragücü        |
| 12 | TV | Steve Lekoelea    | 5 tháng 2, 1979 (21 tuổi)   |         | Orlando Pirates   |
| 13 | HV | Pierre Issa       | 11 tháng 9, 1975 (24 tuổi)  |         | Marseille         |
| 14 | TĐ | Pollen Ndlanya    | 22 tháng 5, 1970 (29 tuổi)  |         | Göztepe           |
| 15 | TĐ | Daniel Mudau      | 4 tháng 9, 1968 (31 tuổi)   |         | Mamelodi Sundowns |
| 16 | TM | John Tlale        | 15 tháng 5, 1967 (32 tuổi)  |         | Mamelodi Sundowns |
| 17 | TĐ | Siyabonga Nomvete | 2 tháng 12, 1977 (22 tuổi)  |         | Kaizer Chiefs     |
| 18 | TV | Alex Bapela       | 4 tháng 10, 1969 (30 tuổi)  |         | Mamelodi Sundowns |
| 19 | TV | Dumisa Ngobe      | 5 tháng 3, 1973 (26 tuổi)   |         | Orlando Pirates   |
| 20 | TV | Isaac Shai        | 26 tháng 2, 1971 (28 tuổi)  |         | Mamelodi Sundowns |
| 21 | TV | Eric Tinkler      | 30 tháng 7, 1970 (29 tuổi)  |         | Barnsley          |
| 22 | TM | Andre Arendse     | 27 tháng 6, 1967 (32 tuổi)  |         | Oxford United     |

### Algérie
Huấn luyện viên: Nasser Sandjak
| Số | Vt | Cầu thủ               | Ngày sinh (tuổi)            | Số trận | Câu lạc bộ     |
| -- | -- | --------------------- | --------------------------- | ------- | -------------- |
| 1  | TM | Abdesslam Benabdellah | 12 tháng 1, 1964 (36 tuổi)  |         | MC Oran        |
| 2  | HV | Maamar Mamouni        | 28 tháng 2, 1976 (23 tuổi)  |         | Le Havre       |
| 3  | HV | Abdelazziz Benhamlat  | 22 tháng 3, 1974 (25 tuổi)  |         | JS Kabylie     |
| 4  | HV | Rezki Amrouche        | 10 tháng 11, 1970 (29 tuổi) |         | Club Africain  |
| 5  | HV | Mounir Zeghdoud       | 18 tháng 11, 1970 (29 tuổi) |         | USM Alger      |
| 6  | HV | Yacine Amaouche       | 26 tháng 6, 1979 (20 tuổi)  |         | JSM Béjaïa     |
| 7  | TV | Nasreddine Kraouche   | 27 tháng 8, 1979 (20 tuổi)  |         | Metz           |
| 8  | TV | Billel Dziri          | 21 tháng 1, 1972 (28 tuổi)  |         | Sedan          |
| 9  | TĐ | Farid Ghazi           | 16 tháng 3, 1974 (25 tuổi)  |         | Troyes         |
| 10 | TV | Abdelhafid Tasfaout   | 11 tháng 2, 1969 (31 tuổi)  |         | Guingamp       |
| 11 | TĐ | Fawzi Moussouni       | 8 tháng 4, 1972 (27 tuổi)   |         | JS Kabylie     |
| 12 | TĐ | Yacine Slatni         | 3 tháng 11, 1973 (26 tuổi)  |         | MC Alger       |
| 13 | HV | Moulay Haddou         | 14 tháng 6, 1975 (24 tuổi)  |         | MC Oran        |
| 14 | TV | Fayçal Badji          | 15 tháng 2, 1973 (27 tuổi)  |         | CR Belouizdad  |
| 15 | TĐ | Rafik Saïfi           | 7 tháng 2, 1975 (25 tuổi)   |         | Troyes         |
| 16 | TM | Aomar Hamened         | 7 tháng 2, 1969 (31 tuổi)   |         | MC Alger       |
| 17 | TV | Brahim Mezouar        | 18 tháng 2, 1973 (27 tuổi)  |         | CR Belouizdad  |
| 18 | TV | Moussa Saïb (c)       | 6 tháng 3, 1969 (30 tuổi)   |         | Al-Nassr       |
| 19 | TĐ | Ali Meçabih           | 2 tháng 7, 1972 (27 tuổi)   |         | MC Oran        |
| 20 | TV | Mahieddine Meftah     | 25 tháng 9, 1968 (31 tuổi)  |         | USM Alger      |
| 21 | TĐ | Hamid Merakchi        | 28 tháng 1, 1976 (24 tuổi)  |         | Gençlerbirliği |
| 22 | TM | Lamine Boughrara      | 1 tháng 12, 1971 (28 tuổi)  |         | JS Kabylie     |

### CHDC Congo
Huấn luyện viên: Basilua Lusadusu
| Số | Vt | Cầu thủ             | Ngày sinh (tuổi)            | Số trận | Câu lạc bộ        |
| -- | -- | ------------------- | --------------------------- | ------- | ----------------- |
| 1  | TM | Mkueni Mayala       | 12 tháng 4, 1978 (21 tuổi)  |         | DC Motemba Pembe  |
| 2  | HV | Dikilu Bageta       | 24 tháng 3, 1978 (21 tuổi)  |         | DC Motemba Pembe  |
| 3  | HV | Kabwe Kasongo       | 31 tháng 7, 1970 (29 tuổi)  |         | Chaves            |
| 4  | HV | Kitutele Yuvuladio  | 5 tháng 5, 1978 (21 tuổi)   |         | DC Motemba Pembe  |
| 5  | HV | Esele Bakasu        | 14 tháng 9, 1974 (25 tuổi)  |         | Cambridge United  |
| 6  | TV | Ndjeka Mukando      | 17 tháng 11, 1979 (20 tuổi) |         | DC Motemba Pembe  |
| 7  | TĐ | Banza Kasongo       | 26 tháng 6, 1974 (25 tuổi)  |         | VfL Wolfsburg     |
| 8  | TV | Makaya Nsilulu      | 5 tháng 5, 1977 (22 tuổi)   |         | Espérance         |
| 9  | TĐ | Félix-Michel Ngonge | 10 tháng 1, 1967 (33 tuổi)  |         | Watford           |
| 10 | TĐ | Serge Mputu Mbungu  | 21 tháng 5, 1980 (19 tuổi)  |         | Al-Hilal          |
| 11 | TV | Emeka Mamale        | 21 tháng 10, 1977 (22 tuổi) |         | Kaizer Chiefs     |
| 12 | TM | Nkombe Tokala       | 26 tháng 3, 1974 (25 tuổi)  |         | AS Vita Club      |
| 13 | TĐ | Missilou Mangituka  | 26 tháng 11, 1976 (23 tuổi) |         | Air Zimbabwe Jets |
| 14 | HV | Michel Dinzey       | 15 tháng 10, 1972 (27 tuổi) |         | 1860 Munich       |
| 15 | TĐ | Joseph Londji       | 19 tháng 4, 1980 (19 tuổi)  |         | 1. FC Köln        |
| 16 | TV | Apataki Kifu        | 4 tháng 9, 1977 (22 tuổi)   |         | DC Motemba Pembe  |
| 17 | TĐ | Kanku Mulekelayi    | 1 tháng 4, 1977 (22 tuổi)   |         | FC Lupopo         |
| 18 | TĐ | Ngidi Yemweni       | 4 tháng 4, 1973 (26 tuổi)   |         | DC Motemba Pembe  |
| 19 | TV | Ndompetelo Mbabu    | 6 tháng 3, 1970 (29 tuổi)   |         | AS Vita Club      |
| 20 | TV | Epotele Bazamba     | 13 tháng 5, 1976 (23 tuổi)  |         | AS Dragons        |
| 21 | TĐ | Mubama Kibwey       | 9 tháng 6, 1970 (29 tuổi)   |         | SO Châtellerault  |
| 22 | TĐ | Tusikila Mampuya    | 2 tháng 2, 1977 (23 tuổi)   |         | AC Sodigraf       |

### Gabon
Huấn luyện viên:   Antonio Dumas
| Số | Vt | Cầu thủ                | Ngày sinh (tuổi)            | Số trận | Câu lạc bộ        |
| -- | -- | ---------------------- | --------------------------- | ------- | ----------------- |
| 1  | TM | Jacques Deckousshoud   | 12 tháng 5, 1964 (35 tuổi)  |         | FC 105 Libreville |
| 2  | TĐ | Henry Antchouet        | 2 tháng 8, 1979 (20 tuổi)   |         | FC 105 Libreville |
| 3  | HV | Tristan Mombo          | 24 tháng 8, 1974 (25 tuổi)  |         | FC 105 Libreville |
| 4  | HV | Jean-Martin Mouloungui | 30 tháng 11, 1969 (30 tuổi) |         | Without club      |
| 5  | HV | Guy-Roger N'zeng       | 30 tháng 5, 1970 (29 tuổi)  |         | Orlando Pirates   |
| 6  | TV | Thierry Mouyouma       | 5 tháng 1, 1975 (25 tuổi)   |         | CA Paris          |
| 7  | TĐ | Théodore Nzue Nguema   | 9 tháng 11, 1973 (26 tuổi)  |         | Braga             |
| 8  | HV | Constant Tamboucha     | 3 tháng 5, 1976 (23 tuổi)   |         | FC 105 Libreville |
| 9  | TĐ | Daniel Cousin          | 7 tháng 2, 1977 (23 tuổi)   |         | Chamois Niortais  |
| 10 | TV | Jonas Ogandaga         | 1 tháng 8, 1975 (24 tuổi)   |         | CO Medenine       |
| 11 | HV | François Amegasse      | 10 tháng 10, 1965 (34 tuổi) |         | Petrosport        |
| 12 | TĐ | Shiva N'Zigou          | 24 tháng 10, 1983 (16 tuổi) |         | Nantes            |
| 13 | TĐ | Bruno Zita Mbanangoyé  | 15 tháng 7, 1980 (19 tuổi)  |         | Petrosport        |
| 14 | HV | Chantry Muie Nguema    | 11 tháng 3, 1980 (19 tuổi)  |         | Petrosport        |
| 15 | HV | Eric Ondo              | 1 tháng 8, 1970 (29 tuổi)   |         | ES Zarzis         |
| 16 | TM | Germain Mendome        | 21 tháng 8, 1970 (29 tuổi)  |         | Aigles Verts      |
| 17 | TĐ | Yves Nza-Boutamba      | 27 tháng 1, 1974 (26 tuổi)  |         | ES Zarzis         |
| 18 | TV | Dieudonné Londo        | 6 tháng 6, 1976 (23 tuổi)   |         | Raja Casablanca   |
| 19 | TV | René Nsi-Akue          | 9 tháng 10, 1975 (24 tuổi)  |         | FC 105 Libreville |
| 20 | HV | Cedric Moubamba        | 14 tháng 10, 1979 (20 tuổi) |         | Mbilinga FC       |
| 21 | TĐ | Armand Ossey           | 19 tháng 10, 1978 (21 tuổi) |         | Moreirense        |
| 22 | TM | Michel Souamas         | 26 tháng 2, 1975 (24 tuổi)  |         | Petrosport        |

## Bảng C

### Ai Cập
Huấn luyện viên:   Gerard Gili
| Số | Vt | Cầu thủ              | Ngày sinh (tuổi)            | Số trận | Câu lạc bộ           |
| -- | -- | -------------------- | --------------------------- | ------- | -------------------- |
| 1  | TM | Nader El-Sayed       | 31 tháng 12, 1972 (27 tuổi) |         | Club Brugge          |
| 2  | HV | Ibrahim Hassan       | 10 tháng 8, 1968 (31 tuổi)  |         | Al-Ahly              |
| 3  | HV | Mohamed Emara        | 10 tháng 6, 1974 (25 tuổi)  |         | Hansa Rostock        |
| 4  | HV | Hany Ramzy           | 10 tháng 3, 1969 (30 tuổi)  |         | 1. FC Kaiserslautern |
| 5  | HV | Abdel-Zaher El-Saqua | 30 tháng 1, 1974 (26 tuổi)  |         | Denizlispor          |
| 6  | TV | Sayed Abdel Hafeez   | 27 tháng 10, 1977 (22 tuổi) |         | Al-Ahly              |
| 7  | HV | Mohamed Youssef      | 9 tháng 10, 1970 (29 tuổi)  |         | Denizlispor          |
| 8  | HV | Yasser Radwan        | 22 tháng 4, 1972 (27 tuổi)  |         | Hansa Rostock        |
| 9  | TĐ | Hossam Hassan        | 10 tháng 8, 1968 (31 tuổi)  |         | Al-Ahly              |
| 10 | TV | Abd El-Satar Sabry   | 19 tháng 6, 1974 (25 tuổi)  |         | Benfica              |
| 11 | TĐ | Tarek El-Said        | 5 tháng 4, 1978 (21 tuổi)   |         | Al-Zamalek           |
| 12 | TV | Hossam Abd El-Moneim | 12 tháng 2, 1975 (25 tuổi)  |         | Kocaelispor          |
| 13 | TV | Abdel Haleem Ali     | 24 tháng 10, 1973 (26 tuổi) |         | Al-Zamalek           |
| 14 | TĐ | Hazem Emam           | 10 tháng 5, 1975 (24 tuổi)  |         | De Graafschap        |
| 15 | HV | Ibrahim Said         | 16 tháng 10, 1979 (20 tuổi) |         | Al-Ahly              |
| 16 | TM | Essam El-Hadary      | 15 tháng 1, 1973 (27 tuổi)  |         | Al-Ahly              |
| 17 | TV | Ahmed Hassan         | 2 tháng 5, 1975 (24 tuổi)   |         | Kocaelispor          |
| 18 | TV | Mohamed Farouk       | 9 tháng 10, 1978 (21 tuổi)  |         | Al-Ahly              |
| 19 | TĐ | Ahmed Salah Hosny    | 11 tháng 7, 1979 (20 tuổi)  |         | VfB Stuttgart        |
| 20 | HV | Hady Khashaba        | 19 tháng 12, 1972 (27 tuổi) |         | Al-Ahly              |
| 21 | TV | Ayman Abdel Aziz     | 20 tháng 11, 1978 (21 tuổi) |         | Al-Zamalek           |
| 22 | TM | Abdel Wahed El-Sayed | 3 tháng 6, 1977 (22 tuổi)   |         | Al-Zamalek           |

### Sénégal
Huấn luyện viên:   Peter Schnittger
| Số | Vt | Cầu thủ              | Ngày sinh (tuổi)            | Số trận | Câu lạc bộ          |
| -- | -- | -------------------- | --------------------------- | ------- | ------------------- |
| 1  | TM | Omar Diallo          | 28 tháng 9, 1972 (27 tuổi)  |         | Olympique Khouribga |
| 2  | HV | Omar Daf             | 12 tháng 2, 1977 (23 tuổi)  |         | Sochaux             |
| 3  | TĐ | Omar Traoré          | 27 tháng 2, 1975 (24 tuổi)  |         | Without club        |
| 4  | HV | Papa Malick Diop     | 29 tháng 12, 1974 (25 tuổi) |         | Strasbourg          |
| 5  | HV | Pape Hamadou N'Diaye | 24 tháng 7, 1977 (22 tuổi)  |         | ASC Ndiambour       |
| 6  | TV | Papa Daouda Sene     | 18 tháng 11, 1976 (23 tuổi) |         | CA Bizertin         |
| 7  | TĐ | Henri Camara         | 10 tháng 5, 1977 (22 tuổi)  |         | Neuchâtel Xamax     |
| 8  | TV | Mbaye Badji          | 25 tháng 2, 1976 (23 tuổi)  |         | AS Salé             |
| 9  | HV | Assane N'Diaye       | 1 tháng 8, 1974 (25 tuổi)   |         | ASC Jeanne d'Arc    |
| 10 | TĐ | Khalilou Fadiga      | 30 tháng 12, 1974 (25 tuổi) |         | Club Brugge         |
| 11 | TĐ | Salif Keita          | 19 tháng 10, 1975 (24 tuổi) |         | Hannover 96         |
| 12 | TĐ | Mame Ibra Touré      | 23 tháng 4, 1971 (28 tuổi)  |         | ASC Ndiambour       |
| 13 | HV | Ousmane Diop         | 9 tháng 12, 1975 (24 tuổi)  |         | Skoda Xanthi        |
| 14 | TĐ | Moussa N'Diaye       | 22 tháng 2, 1979 (21 tuổi)  |         | Monaco              |
| 15 | TV | Pape Niokhor Fall    | 15 tháng 9, 1977 (22 tuổi)  |         | ASC Jeanne d'Arc    |
| 16 | HV | Cheikh Sidy Ba       | 21 tháng 3, 1968 (31 tuổi)  |         | Linzer ASK          |
| 17 | TV | Pape Sarr            | 7 tháng 12, 1977 (22 tuổi)  |         | Saint-Étienne       |
| 18 | TM | Ousseynou Ndiour     | 18 tháng 3, 1971 (28 tuổi)  |         | FUS Rabat           |
| 19 | HV | Mamadou Sylla        | 4 tháng 4, 1975 (24 tuổi)   |         | AS Douanes          |
| 20 | TĐ | Fary Faye            | 24 tháng 12, 1974 (25 tuổi) |         | Beira-Mar           |
| 21 | TĐ | Abdoulaye Mbaye      | 13 tháng 11, 1973 (26 tuổi) |         | Club Africain       |
| 22 | TM | Daouda Ly            | 21 tháng 10, 1972 (27 tuổi) |         | ASC Ndiambour       |

### Zambia
Huấn luyện viên: Ben Bamfuchile
| Số | Vt | Cầu thủ            | Ngày sinh (tuổi)            | Số trận | Câu lạc bộ      |
| -- | -- | ------------------ | --------------------------- | ------- | --------------- |
| 1  | TM | Davies Phiri       | 1 tháng 4, 1976 (23 tuổi)   |         | Kabwe Warriors  |
| 2  | HV | Laughter Chilembi  | 25 tháng 11, 1975 (24 tuổi) |         | Nchanga Rangers |
| 3  | HV | Elijah Litana      | 5 tháng 12, 1970 (29 tuổi)  |         | Al-Hilal        |
| 4  | HV | Moses Sichone      | 31 tháng 5, 1977 (22 tuổi)  |         | 1. FC Köln      |
| 5  | HV | Elija Tana         | 28 tháng 2, 1975 (24 tuổi)  |         | Nchanga Rangers |
| 6  | HV | Kampamba Chintu    | 28 tháng 12, 1980 (19 tuổi) |         | Kabwe Warriors  |
| 7  | HV | Hillary Makasa     | 12 tháng 1, 1975 (25 tuổi)  |         | Ajax Cape Town  |
| 8  | HV | Mannaseh Mwanza    | 12 tháng 12, 1978 (21 tuổi) |         | Power Dynamos   |
| 9  | TĐ | Masauso Tembo      | 25 tháng 2, 1978 (21 tuổi)  |         | Al-Oruba        |
| 10 | TĐ | Dennis Lota        | 8 tháng 12, 1973 (26 tuổi)  |         | Orlando Pirates |
| 11 | TV | Kalusha Bwalya     | 16 tháng 8, 1963 (36 tuổi)  |         | Veracruz        |
| 12 | TV | Andrew Tembo       | 19 tháng 8, 1971 (28 tuổi)  |         | Odense          |
| 13 | TV | Mumamba Numba      | 21 tháng 3, 1978 (21 tuổi)  |         | Konkola Blades  |
| 14 | TV | Perry Mutapa       | 18 tháng 11, 1979 (20 tuổi) |         | Farense         |
| 15 | TV | Rotson Kilambe     | 6 tháng 8, 1978 (21 tuổi)   |         | Power Dynamos   |
| 16 | TM | Emmanuel Misichili | 6 tháng 6, 1978 (21 tuổi)   |         | Nkana           |
| 17 | TV | Andrew Sinkala     | 18 tháng 6, 1979 (20 tuổi)  |         | Bayern Munich   |
| 18 | TV | Mwape Miti         | 24 tháng 5, 1973 (26 tuổi)  |         | Odense          |
| 19 | TV | Arthur Lungu       | 13 tháng 4, 1976 (23 tuổi)  |         | Zamsure         |
| 20 | HV | Jones Mwewa        | 12 tháng 3, 1973 (26 tuổi)  |         | Power Dynamos   |
| 21 | TĐ | Bernard Makufi     | 16 tháng 1, 1979 (21 tuổi)  |         | IFK Hässleholm  |
| 22 | TM | Kenny Mwila        | 1 tháng 2, 1972 (28 tuổi)   |         | Power Dynamos   |

### Burkina Faso
Huấn luyện viên:   René Taelman
| Số | Vt | Cầu thủ                  | Ngày sinh (tuổi)            | Số trận | Câu lạc bộ     |
| -- | -- | ------------------------ | --------------------------- | ------- | -------------- |
| 1  | TM | Mathieu Traoré           | 22 tháng 4, 1972 (27 tuổi)  |         | USFA           |
| 2  | TV | Seydou Traoré            | 17 tháng 5, 1970 (29 tuổi)  |         | Al Ain Club    |
| 3  | HV | Brahima Cissé            | 10 tháng 2, 1976 (24 tuổi)  |         | USFA           |
| 4  | HV | Issa Sanogo              | 30 tháng 11, 1971 (28 tuổi) |         | ASFA Yennega   |
| 5  | HV | Madou Dossama            | 24 tháng 7, 1972 (27 tuổi)  |         | Étoile Filante |
| 6  | HV | Brahima Korbeogo         | 23 tháng 1, 1975 (25 tuổi)  |         | USFA           |
| 7  | TV | Ismael Koudou            | 27 tháng 9, 1975 (24 tuổi)  |         | ASFA Yennega   |
| 8  | TĐ | Mamadou Koné             | 6 tháng 5, 1974 (25 tuổi)   |         | Etoile Filante |
| 9  | TĐ | Alassane Ouédraogo       | 7 tháng 9, 1980 (19 tuổi)   |         | Charleroi      |
| 10 | TĐ | Mamadou Zongo            | 8 tháng 10, 1980 (19 tuổi)  |         | Vitesse        |
| 11 | TV | Ousmane Sanou            | 11 tháng 3, 1978 (21 tuổi)  |         | Willem II      |
| 12 | TĐ | Brahima Traoré           | 24 tháng 2, 1974 (25 tuổi)  |         | Al Dhaid FC    |
| 13 | HV | Jean-Michel Liade Gnonka | 20 tháng 7, 1980 (19 tuổi)  |         | ASFA Yennega   |
| 14 | TĐ | Moumouni Dagano          | 3 tháng 1, 1981 (19 tuổi)   |         | Étoile Filante |
| 15 | HV | Ousmane Traoré           | 7 tháng 3, 1977 (22 tuổi)   |         | ASFA Yennega   |
| 16 | TM | Issoufou Sawadogo        | 17 tháng 6, 1975 (24 tuổi)  |         | Etoile Filante |
| 17 | TĐ | Amadou Tidiane Fall      | 22 tháng 6, 1975 (24 tuổi)  |         | Étoile Filante |
| 18 | TV | Rahim Ouedraogo          | 8 tháng 10, 1980 (19 tuổi)  |         | Twente         |
| 19 | TĐ | Oumar Barro              | 3 tháng 6, 1974 (25 tuổi)   |         | Brøndby        |
| 20 | HV | Mahamoudou Kéré          | 2 tháng 1, 1982 (18 tuổi)   |         | Charleroi      |
| 21 | TĐ | Abraham Loliga           | 19 tháng 6, 1982 (17 tuổi)  |         | ASFA Yennega   |
| 22 | TM | Abdoulaye Soulama        | 29 tháng 11, 1974 (25 tuổi) |         | ASFA Yennega   |

## Bảng D

### Nigeria
Huấn luyện viên:   Jo Bonfrere
| Số | Vt | Cầu thủ               | Ngày sinh (tuổi)            | Số trận | Câu lạc bộ          |
| -- | -- | --------------------- | --------------------------- | ------- | ------------------- |
| 1  | TM | Ike Shorunmu          | 16 tháng 10, 1967 (32 tuổi) |         | Beşiktaş            |
| 2  | HV | Gbenga Okunowo        | 1 tháng 3, 1979 (20 tuổi)   |         | Benfica             |
| 3  | HV | Celestine Babayaro    | 29 tháng 8, 1978 (21 tuổi)  |         | Chelsea             |
| 4  | TĐ | Nwankwo Kanu          | 1 tháng 8, 1976 (23 tuổi)   |         | Arsenal             |
| 5  | HV | Furo Iyenemi          | 17 tháng 7, 1978 (21 tuổi)  |         | Sion                |
| 6  | HV | Taribo West           | 26 tháng 3, 1974 (25 tuổi)  |         | Milan               |
| 7  | HV | Finidi George         | 15 tháng 4, 1971 (28 tuổi)  |         | Real Betis          |
| 8  | TV | Mutiu Adepoju         | 22 tháng 12, 1970 (29 tuổi) |         | Real Sociedad       |
| 9  | TĐ | Jonathan Akpoborie    | 20 tháng 10, 1968 (31 tuổi) |         | VfL Wolfsburg       |
| 10 | TV | Jay-Jay Okocha        | 14 tháng 8, 1973 (26 tuổi)  |         | Paris Saint-Germain |
| 11 | TV | Garba Lawal           | 22 tháng 5, 1974 (25 tuổi)  |         | Roda JC             |
| 12 | TM | Ndubuisi Egbo         | 25 tháng 7, 1973 (26 tuổi)  |         | Al-Masry            |
| 13 | TĐ | Tijani Babangida      | 25 tháng 9, 1973 (26 tuổi)  |         | Ajax                |
| 14 | TĐ | Emmanuel Amuneke      | 25 tháng 12, 1970 (29 tuổi) |         | Barcelona           |
| 15 | TV | Sunday Oliseh         | 14 tháng 9, 1974 (25 tuổi)  |         | Juventus            |
| 16 | HV | Efetobore Sodje       | 5 tháng 9, 1972 (27 tuổi)   |         | Luton Town          |
| 17 | TĐ | Julius Aghahowa       | 12 tháng 2, 1982 (18 tuổi)  |         | Espérance           |
| 18 | TĐ | Raphael Ndukwe Chukwu | 22 tháng 7, 1975 (24 tuổi)  |         | Bari                |
| 19 | TĐ | Benedict Akwuegbu     | 3 tháng 11, 1974 (25 tuổi)  |         | Grazer AK           |
| 20 | TĐ | Victor Ikpeba         | 12 tháng 6, 1973 (26 tuổi)  |         | Borussia Dortmund   |
| 21 | HV | Godwin Okpara         | 20 tháng 9, 1972 (27 tuổi)  |         | Paris Saint-Germain |
| 22 | TM | Murphy Akanji         | 1 tháng 12, 1977 (22 tuổi)  |         | Julius Berger       |

### Tunisia
Huấn luyện viên:   Francesco Scoglio
| Số | Vt | Cầu thủ           | Ngày sinh (tuổi)            | Số trận | Câu lạc bộ       |
| -- | -- | ----------------- | --------------------------- | ------- | ---------------- |
| 1  | TM | Chokri El Ouaer   | 15 tháng 8, 1966 (33 tuổi)  |         | Espérance        |
| 2  | HV | Khaled Badra      | 8 tháng 4, 1973 (26 tuổi)   |         | Espérance        |
| 3  | HV | Sami Trabelsi     | 4 tháng 2, 1968 (32 tuổi)   |         | Sfaxien          |
| 4  | HV | Mounir Boukadida  | 24 tháng 10, 1967 (32 tuổi) |         | Waldhof Mannheim |
| 5  | HV | Hatem Trabelsi    | 25 tháng 1, 1977 (23 tuổi)  |         | Sfaxien          |
| 6  | TV | Bechir Mogaadi    | 8 tháng 11, 1978 (21 tuổi)  |         | Étoile Sahel     |
| 7  | TV | Imed Mhedhebi     | 22 tháng 3, 1976 (23 tuổi)  |         | Étoile du Sahel  |
| 8  | TV | Zoubeir Baya      | 15 tháng 5, 1971 (28 tuổi)  |         | SC Freiburg      |
| 9  | TĐ | Ali Zitouni       | 11 tháng 1, 1981 (19 tuổi)  |         | Espérance        |
| 10 | TV | Kais Ghodhbane    | 7 tháng 1, 1976 (24 tuổi)   |         | Étoile du Sahel  |
| 11 | TĐ | Adel Sellimi      | 16 tháng 11, 1972 (27 tuổi) |         | SC Freiburg      |
| 12 | TV | Raouf Bouzaiene   | 16 tháng 10, 1970 (29 tuổi) |         | Club Africain    |
| 13 | TV | Riadh Bouazizi    | 8 tháng 4, 1973 (26 tuổi)   |         | Étoile du Sahel  |
| 14 | TV | Sirajeddine Chihi | 16 tháng 4, 1970 (29 tuổi)  |         | Espérance        |
| 15 | HV | Radhi Jaïdi       | 30 tháng 8, 1975 (24 tuổi)  |         | Étoile du Sahel  |
| 16 | TM | Radhouane Salhi   | 18 tháng 2, 1967 (33 tuổi)  |         | Étoile du Sahel  |
| 17 | HV | Tarek Thabet      | 16 tháng 8, 1971 (28 tuổi)  |         | Espérance        |
| 18 | TĐ | Meher Kanzari     | 17 tháng 3, 1973 (26 tuổi)  |         | Espérance        |
| 19 | TV | Hassan Gabsi      | 23 tháng 2, 1974 (25 tuổi)  |         | Espérance        |
| 20 | TĐ | Ziad Jaziri       | 12 tháng 7, 1978 (21 tuổi)  |         | Étoile du Sahel  |
| 21 | TĐ | Walid Azaiez      | 25 tháng 4, 1976 (23 tuổi)  |         | Espérance        |
| 22 | TM | Naceur Bedoui     | 15 tháng 11, 1964 (35 tuổi) |         | Sfaxien          |

### Maroc
Huấn luyện viên:   Henri Michel
| Số | Vt | Cầu thủ                | Ngày sinh (tuổi)            | Số trận | Câu lạc bộ          |
| -- | -- | ---------------------- | --------------------------- | ------- | ------------------- |
| 1  | TM | Mustapha Chadili       | 14 tháng 2, 1973 (27 tuổi)  |         | Raja Casablanca     |
| 2  | HV | Abdelilah Saber        | 21 tháng 4, 1974 (25 tuổi)  |         | Sporting CP         |
| 3  | HV | Abdelkarim El Hadrioui | 6 tháng 3, 1972 (27 tuổi)   |         | AZ                  |
| 4  | HV | Abdelilah Fahmi        | 3 tháng 8, 1973 (26 tuổi)   |         | Lille               |
| 5  | HV | Rachid Neqrouz         | 10 tháng 4, 1972 (27 tuổi)  |         | Bari                |
| 6  | HV | Noureddine Naybet      | 10 tháng 2, 1970 (30 tuổi)  |         | Deportivo La Coruña |
| 7  | TV | Mustapha Hadji         | 16 tháng 11, 1971 (28 tuổi) |         | Coventry City       |
| 8  | TV | Saïd Chiba             | 28 tháng 9, 1970 (29 tuổi)  |         | Nancy               |
| 9  | TĐ | Abdeljilil Hadda       | 21 tháng 3, 1972 (27 tuổi)  |         | Sporting de Gijón   |
| 10 | TV | Adil Ramzi             | 14 tháng 7, 1977 (22 tuổi)  |         | Willem II           |
| 11 | TV | Hassan Kachloul        | 19 tháng 2, 1973 (27 tuổi)  |         | Southampton         |
| 12 | TM | Khalid Fouhami         | 25 tháng 12, 1972 (27 tuổi) |         | Dinamo București    |
| 13 | TĐ | Ahmed Bahja            | 21 tháng 12, 1970 (29 tuổi) |         | Al-Nasr             |
| 14 | TĐ | Salaheddine Bassir     | 5 tháng 9, 1972 (27 tuổi)   |         | Deportivo La Coruña |
| 15 | HV | Lahcen Abrami          | 31 tháng 12, 1969 (30 tuổi) |         | Gençlerbirliği      |
| 16 | TV | Youssef Mariana        | 13 tháng 5, 1974 (25 tuổi)  |         | Kawkab Marrakech    |
| 17 | TV | Mohamed El Badraoui    | 27 tháng 6, 1971 (28 tuổi)  |         | Bursaspor           |
| 18 | TV | Youssef Chippo         | 10 tháng 5, 1973 (26 tuổi)  |         | Coventry City       |
| 19 | TĐ | Jamal Sellami          | 6 tháng 10, 1970 (29 tuổi)  |         | Beşiktaş            |
| 20 | HV | Taher El Khalej        | 16 tháng 6, 1968 (31 tuổi)  |         | Benfica             |
| 21 | TV | Rachid Benmahmoud      | 14 tháng 9, 1971 (28 tuổi)  |         | Al-Ain FC           |
| 22 | TM | Abderrafie Gassi       | 27 tháng 10, 1972 (27 tuổi) |         | FAR Rabat           |

### Cộng hòa Congo
Huấn luyện viên: David Memy
| Số | Vt | Cầu thủ                   | Ngày sinh (tuổi)            | Số trận | Câu lạc bộ          |
| -- | -- | ------------------------- | --------------------------- | ------- | ------------------- |
| 1  | TM | Christian Samba           | 26 tháng 3, 1971 (28 tuổi)  |         | Africa Sports       |
| 2  | HV | Annicet Bitoumbou         | 2 tháng 2, 1980 (20 tuổi)   |         | Étoile du Congo     |
| 3  | HV | Luc-Arsène Diamesso       | 27 tháng 12, 1974 (25 tuổi) |         | BV Cloppenburg      |
| 4  | TV | Jean-Silvestre Nkeoua     | 31 tháng 12, 1979 (20 tuổi) |         | Africa Sports       |
| 5  | HV | Camille Oponga            | 24 tháng 1, 1978 (22 tuổi)  |         | Red Star            |
| 6  | TV | Bedel Moyimbouabeka       | 8 tháng 11, 1977 (22 tuổi)  |         | FC 105 Libreville   |
| 7  | TĐ | Richard Bokatola-Lossombo | 11 tháng 2, 1978 (22 tuổi)  |         | Karlsruher SC       |
| 8  | TV | Rock Embingou             | 24 tháng 9, 1968 (31 tuổi)  |         | VfL Halle 96        |
| 9  | TĐ | Richard Akiana            | 20 tháng 3, 1969 (30 tuổi)  |         | Red Star            |
| 10 | HV | Elie Rock Malonga         | 21 tháng 9, 1975 (24 tuổi)  |         | BV Cloppenburg      |
| 11 | TV | Oscar Ewolo               | 9 tháng 10, 1978 (21 tuổi)  |         | Amiens              |
| 12 | TĐ | Macchambès Younga-Mouhani | 1 tháng 8, 1974 (25 tuổi)   |         | Fortuna Köln        |
| 13 | HV | Maurice Ntounou           | 13 tháng 9, 1972 (27 tuổi)  |         | Pacy-sur-Eure       |
| 14 | TV | Rolf-Christel Guié-Mien   | 28 tháng 10, 1977 (22 tuổi) |         | Eintracht Frankfurt |
| 15 | HV | Toussaint Service         | 1 tháng 11, 1974 (25 tuổi)  |         | Étoile du Congo     |
| 16 | TM | Thierry Etouayo           | 29 tháng 7, 1977 (22 tuổi)  |         | ASEC Abidjan        |
| 17 | TV | Modeste Eta               | 3 tháng 2, 1981 (19 tuổi)   |         | TP Mystère          |
| 18 | HV | Lucien Fils Ibara         | 7 tháng 9, 1974 (25 tuổi)   |         | Bureholzhausen      |
| 19 | TĐ | George Ngoma Nanitelamio  | 7 tháng 6, 1978 (21 tuổi)   |         | Sabé                |
| 20 | TĐ | Francis Mackaya-Tchitembo | 12 tháng 8, 1975 (24 tuổi)  |         | VfR Aalen           |
| 21 | HV | Jules Tchimbakala         | 15 tháng 1, 1971 (29 tuổi)  |         | Le Mans             |
| 22 | TM | Barel Mouko               | 5 tháng 4, 1979 (20 tuổi)   |         | Manchester          |